# Leichtathletik-Weltmeisterschaften 2001
| Medaillenspiegel (Endstand nach 46 Entscheidungen) | Medaillenspiegel (Endstand nach 46 Entscheidungen) | Medaillenspiegel (Endstand nach 46 Entscheidungen) | Medaillenspiegel (Endstand nach 46 Entscheidungen) | Medaillenspiegel (Endstand nach 46 Entscheidungen) | Medaillenspiegel (Endstand nach 46 Entscheidungen) |
| Platz                                              | Land                                               | G                                                  | S                                                  | B                                                  | Gesamt                                             |
| -------------------------------------------------- | -------------------------------------------------- | -------------------------------------------------- | -------------------------------------------------- | -------------------------------------------------- | -------------------------------------------------- |
| 1                                                  | Russland                                           | 5                                                  | 7                                                  | 6                                                  | 18                                                 |
| 2                                                  | USA                                                | 5                                                  | 5                                                  | 3                                                  | 13                                                 |
| 3                                                  | Kenia                                              | 3                                                  | 3                                                  | 2                                                  | 8                                                  |
| 4                                                  | Deutschland                                        | 3                                                  | 3                                                  | 1                                                  | 7                                                  |
| 5                                                  | Kuba                                               | 3                                                  | 1                                                  | 2                                                  | 6                                                  |
| 9                                                  | Bahamas                                            | 3                                                  | –                                                  | 1                                                  | 4                                                  |
| 6                                                  | Äthiopien                                          | 2                                                  | 3                                                  | 3                                                  | 8                                                  |
| 7                                                  | Rumänien                                           | 2                                                  | 2                                                  | –                                                  | 4                                                  |
| 7                                                  | Belarus                                            | 2                                                  | 2                                                  | –                                                  | 4                                                  |
| 10                                                 | Marokko                                            | 2                                                  | 1                                                  | –                                                  | 3                                                  |
| Vollständiger Medaillenspiegel                     |                                                    |                                                    |                                                    |                                                    |                                                    |

Die 8. Leichtathletik-Weltmeisterschaften (offiziell: 8th IAAF World Championships in Athletics Edmonton 2001) fanden vom 3. bis 12. August 2001 in der kanadischen Stadt Edmonton statt.

## Überblick
Die Wettkämpfe wurden im Commonwealth Stadium ausgetragen, zum ersten Mal gab es Leichtathletik-Weltmeisterschaften in Kanada. Es nahmen 1766 Athleten aus 200 Ländern teil.

## Wettbewerbe
Im Wettbewerbsprogramm gab es diesmal keine Änderungen.
Für die Frauen gab es noch ein  paar wenige Defizite im Vergleich zu den Männer-Wettbewerben.
- Bereich Lauf: Es fehlte noch der 3000-Meter-Hindernislauf, der erst 2005 ins Frauen-WM-Programm aufgenommen wurde.
- Bereich Gehen: Es fehlte das 50-km-Gehen, das 2017 ins Frauen-WM-Programm kam.

## Sportliche Leistungen
Die achte Austragung der Leichtathletik-Weltmeisterschaften war wie die Veranstaltungen zuvor von einem hohen Leistungsniveau geprägt.
- In dreizehn Disziplinen gab es siebzehn neue Weltjahresbestleistungen:
  - 100 Meter Männer – Maurice Greene (USA): 9,82 s (Finale)
  - 200 Meter Männer – Konstantinos Kenteris (Griechenland): 20,03 s (Halbfinale)
  - 110 Meter Hürden Männer – Allen Johnson (USA): 13,04 s (Finale)
  - 400 Meter Hürden Männer – Félix Sánchez (Kuba): 47,49 s (Finale)
  - 50-km-Gehen Männer – Robert Korzeniowski (Polen): 21,77 h (Finale)
  - Hochsprung Männer – Martin Buß (Deutschland): 2,36 m (Finale)
  - Dreisprung Männer – Jonathan Edwards (Großbritannien): 17,92 m (Finale)
  - 100 Meter Frauen – Schanna Block (Ukraine): 10,82 s (Finale)
  - 100 Meter Hürden Frauen – Gail Devers (USA): 12,56 s (Halbfinale)
  - 100 Meter Hürden Frauen – Anjanette Kirkland (USA): 12,42 s (Finale)
  - 400 Meter Hürden Frauen – Daimí Pernía (Kuba): 53,81 s (Halbfinale)
  - 400 Meter Hürden Frauen – Nezha Bidouane (Marokko): 53,34 s (Finale)
  - 4 × 100 m Frauen – Deutschland (Melanie Paschke, Gabi Rockmeier, Birgit Rockmeier, Marion Wagner): 42,92 s (Vorlauf)
  - 4 × 100 m Frauen – Frankreich (Sylviane Félix, Frédérique Bangué, Muriel Hurtis, Odiah Sidibé): 42,49 s (Vorlauf)
  - 4 × 100 m Frauen – Deutschland (Melanie Paschke, Gabi Rockmeier, Birgit Rockmeier, Marion Wagner): 42,32 s (Finale)
  - 4 × 400 m Frauen – Jamaika (Sandie Richards, Catherine Scott, Debbie-Ann Parris, Lorraine Fenton): 3:20,65 min (Finale)
  - Dreisprung Frauen – Tatjana Lebedewa (Russland): 15,25 m (Finale)
- Es wurden drei Kontinentalrekorde in drei Disziplinen neu aufgestellt:
  - Stabhochsprung Frauen – Swetlana Feofanowa (Russland): Europarekord mit 4,75 m (Finale)
  - Stabhochsprung Frauen – Gao Shuying (Volksrepublik China): Asienrekord mit 4,50 m (Finale)
  - Hammerwurf Frauen – Yipsi Moreno (Kuba): Amerikarekord mit 70,65 m (Finale)
- Es gab neun Weltmeisterschaftsrekorde in acht Disziplinen.
- Außerdem waren in 23 Disziplinen 54 Landesrekorde und eine Landesbestleistung zu verzeichnen.

## Erfolgreichste Sportler
- Ein Athlet errang zwei Goldmedaillen:
  - Avard Moncur, (Bahamas) – 400 Meter, 4 × 400 m
- Folgende Weltmeister waren bereits bei vorangegangenen Weltmeisterschaften siegreich:
  - Lars Riedel, (Deutschland) – Diskuswurf: fünfter Sieg nach 1991, 1993, 1995 und 1997
  - Maurice Greene, (USA) – 100 Meter: dritter Sieg in Folge, mit seinen weiteren Siegen bei den Weltmeisterschaften 1999 über 200 Meter und 4 × 100 m jetzt fünffacher Weltmeister
  - Iván Pedroso, (Kuba) – Weitsprung: vierter Sieg in Folge
  - Allen Johnson, (USA) – 110 Meter Hürden: dritter Sieg nach 1995 und 1997
  - John Godina, (USA) – Kugelstoßen: dritter Sieg nach 1995 und 1997
  - Jan Železný, (Tschechien) – Speerwurf: dritter Sieg nach 1993 und 1995
  - Tomáš Dvořák, (Tschechien) – Zehnkampf: dritter Sieg in Folge
  - Gabriela Szabo, (Rumänien) – 1500 Meter: dritter WM-Titel nach ihren Siegen über 5000 Meter 1997 und 1999
  - Hicham El Guerrouj, (Marokko) – 1500 Meter: zweiter Sieg in Folge
  - Robert Korzeniowski, (Polen) – 50-km-Gehen, zweiter Sieg nach 1997
  - Jonathan Edwards, (Großbritannien) – Dreisprung: zweiter Sieg nach 1995
  - Maria de Lurdes Mutola, (Mosambik) – 800 Meter: zweiter Sieg nach 1993
  - Nezha Bidouane, (Marokko) – 400 Meter Hürden: zweiter Sieg nach 1997
  - Stacy Dragila, (USA) – Stabhochsprung: zweiter Sieg in Folge
  - Fiona May, (Italien) – Weitsprung: zweiter Sieg nach 1995
  - Elina Swerawa, (Belarus) – Diskuswurf: zweiter Sieg nach 1995

## Doping
Auf diese Weltmeisterschaften fielen nachträglich und jeweils Jahre später immer mehr Schatten. Bedingt war dies durch siebzehn Sportler, die wegen ihrer Vergehen gegen die Dopingbestimmungen disqualifiziert wurden.
Die betroffenen Athleten gehörten folgenden Nationen an:

USA: 6 / Russland: 3 / Belarus: 2 / Algerien: 1 / Frankreich: 1 / Italien: 1 / Kanada: 1 / Kuba: 1 / Rumänien: 1
Im Einzelnen handelte es sich um folgende Sportler:
- Tim Montgomery (USA) – 100-Meter-Lauf, zunächst Zweiter / 4-mal-100-Meter-Staffel, zunächst Platz eins. Im Jahr 2008 gestand der mehrfache Medaillengewinner, Weltmeister und Olympiasieger aus dem Gefängnis heraus, wo er sich wegen Scheckbetrugs und Geldwäsche befand, die langjährige Einnahme verbotener Substanzen wie Testosteron und Wachstumshormonen (Somatropin). Seine davon betroffenen Resultate wurden allesamt annulliert.[1]
- Christophe Cheval (Frankreich) – 200-Meter-Lauf, im Viertelfinale ausgeschieden / 4-mal-100-Meter-Staffel, im Vorlauf ausgeschieden. Er wurde zweimal positiv auf Nandrolon getestet. Seine Resultate bei diesen Weltmeisterschaften wurden annulliert und erhielt eine Sperre von zwei Jahren.[2]
- Ramon Clay (USA) – 200-Meter-Lauf, im Viertelfinale ausgeschieden. Ihm wurde für den Zeitraum von 2000 bis 2005 die Verwendung von Steroiden nachgewiesen. Alle seine Ergebnisse aus diesem Zeitraum wurden annulliert und erhielt eine Sperre von zwei Jahren, nachdem er allerdings bereits vom aktiven Leistungssport zurückgetreten war.[3]
- Antonio Pettigrew, (USA) – 400-Meter-Lauf, zunächst Vierter / 4-mal-400-Meter-Staffel, zunächst auf Rang eins. Er gestand, ab 1997 Dopingmittel von Angel Heredia, einem mexikanischen Händler, bezogen zu haben, darunter Erythropoetin, auch bekannt als EPO, sowie Wachstumshormone. Daraufhin wurden ihm einige Resultate aberkannt, darunter seine beiden Ergebnisse von diesen Weltmeisterschaften.[4]
- Jerome Young (USA) – 400-Meter-Lauf. Im Halbfinale ausgeschieden / 4-mal-400-Meter-Staffel, zunächst auf Rang eins. Er hat eine längere Dopingvergangenheit aufzuweisen bis lange nach diesen Weltmeisterschaften. Nach mehreren Verstößen unter anderem mit Erythropoetin wurden ihm 2004 zahlreiche Medaillen und Resultate – darunter auch von diesen Weltmeisterschaften – aberkannt und er erhielt eine lebenslange Sperre.[5]
- Ali Saïdi-Sief, (Algerien) – 5000-Meter-Lauf, zunächst Zweiter. Er wurde positiv auf Nandrolon getestet. seine Silbermedaille musste er zurückgeben, er wurde für zwei Jahre gesperrt.[6]
- Roberto Barbi (Italien) – Marathonlauf, zunächst auf Rang sechzig. Bereits vor diesen Weltmeisterschaften wurde er einer unangekündigten Blut- und Urinkontrolle der IAAF am 30. Juli positiv auf das Blutdopingmittel Erythropoetin getestet.[7]
- Javier Sotomayor (Kuba) – Hochsprung, zunächst Vierter. Der Hochsprung-Weltrekordinhaber wurde wenige Monate vor seinem Rücktritt im Herbst 2001 vom Leistungssport positiv auf Nandrolon getestet. Sein Ergebnis von diesen Weltmeisterschaften wurde annulliert und er erhielt eine Sperre von zwei Jahren, die jedoch keine Wirkung mehr hatte, weil der Kubaner seinen Sport nicht mehr aktiv betrieb. Er gestand sein Doping nie ein.[8]
- Andrej Michnewitsch (Belarus) – Kugelstoßen, zunächst Zehnter. Er wurde immer wieder positiv auf Doping getestet, unter anderem im Rahmen dieser Weltmeisterschaften, was zur Annullierung seines Resultats und einer zweijährigen Sperre führte. Später wurden ihm wegen später nachgewiesener Dopingverstöße weitere Medaillen und Siege aberkannt, schließlich wurde er mit einer lebenslangen Sperre belegt. Seine Verstöße gab er nie zu.[9][10]
- Marion Jones (USA) – 100-Meter-Lauf, zunächst Zweite / 200-Meter-Lauf, zunächst Erste / 4-mal-100-Meter-Staffel, zunächst Platz eins. Die vielfache Medaillengewinnerin, Weltmeisterin und Olympiasiegerin gestand 2007 bei einer gerichtlichen Befragung, dass sie die Dopingermittler 2003 belogen habe, als sie die Einnahme verbotener Mittel abstritt. Sie verlor ihre Medaillen unter anderem von diesen Weltmeisterschaften und beendete ihre Karriere.[11]
- Kelli White (USA) – 100-Meter-Lauf, zunächst Siebte / 200-Meter-Lauf, zunächst Dritte / 4-mal-100-Meter-Staffel, zunächst Platz eins. Ihr wurde bei einem Dopingtest im Jahr 2004 die verbotene Substanz Modafinil nachgewiesen. Zahlreiche Resultate, darunter auch die Ergebnisse von diesen Weltmeisterschaften wurden annulliert. Darüber hinaus gab es eine zweijährige Sperre, beginnend am 18. Mai 2004.[12]
- Venolyn Clarke (Kanada) – 100-Meter-Lauf, im Viertelfinale ausgeschieden. Sie wurde schon vor den Weltmeisterschaften am 31. Juli in Calgary bei einer Trainingskontrolle positiv auf Stanozolol, ein anaboles Steroid, getestet. Nach offiziellem Inkrafttreten des positiven Tests wurde die Sprinterin disqualifiziert.[13]
- Jekaterina Leschtschowa (Russland) – 200-Meter-Lauf, im Vorlauf ausgeschieden. Ihr Resultat wurde wegen eines positiven Dopingbefunds gestrichen.[14]
- Natallja Salahub (Belarus) – 400-Meter-Lauf, im Halbfinale ausgeschieden. Sie wurde positiv auf das Steroid Norandrosteron getestet und disqualifiziert.[15]
- Swetlana Lauchowa (Russland) – 100-Meter-Hürdenlauf, im Halbfinale ausgeschieden. Sie wurde wegen eines Dopingverstoßes disqualifiziert.
- Natalja Sadowa (Russland) – Diskuswurf, zunächst Erste. Bei ihr wurde ein regelwidrig hoher Koffeinwert festgestellt, der Weltmeistertitel wurde ihr aberkannt. Im Jahre 2006 wurde sie erneut positiv auf verbotene Mittel getestet und anschließend für zwei Jahre gesperrt.[16][17]
- Ana Mirela Țermure (Rumänien) – Speerwurf, in der Qualifikation ausgeschieden. Sie wurde positiv auf das Steroid Norandrosteron getestet und disqualifiziert.[15]

## Resultate Männer

### 100 m
| Platz | Athlet            | Land | Zeit (s) |
| 1     | Maurice Greene    | USA  | 09,82 WL |
| 2     | Bernard Williams  | USA  | 09,94    |
| 3     | Ato Boldon        | TRI  | 09,98    |
| 4     | Dwain Chambers    | GBR  | 09,99    |
| 5     | Kim Collins       | SKN  | 10,07    |
| 6     | Christian Malcolm | GBR  | 10,11    |
| 7     | Aziz Zakari       | GHA  | 10,24    |
| DOP   | Tim Montgomery    | USA  |          |

Finale: 5. August, 17:35 Uhr
Wind: −0,2 m/s
Doping:

Tim Montgomery (USA) wurde die zunächst gewonnene Silbermedaille wegen Verstoßes gegen die Dopingregeln aberkannt. Er legte im Jahr 2008 aus dem Gefängnis heraus ein Geständnis dazu ab. Annulliert wurde auch der Sieg der US-amerikanischen 4-mal-100-Meter-Staffel.

### 200 m
| Platz | Athlet                | Land | Zeit (s) |
| 1     | Konstantinos Kenteris | GRE  | 20,04    |
| 2     | Christopher Williams  | JAM  | 20,20    |
| 3     | Kim Collins           | SKN  | 20,20 NR |
| 3     | Shawn Crawford        | USA  | 20,20    |
| 5     | Christian Malcolm     | GBR  | 20,22    |
| 6     | Stéphan Buckland      | MRI  | 20,24    |
| 7     | Kevin Little          | USA  | 20,25    |
| 8     | Marlon Devonish       | GBR  | 20,38    |

Finale: 9. August, 21:40 Uhr
Wind: +0,1 m/s
In diesem Wettbewerb gab es zwei Dopingfälle:

- Der im Viertelfinale ausgeschiedene Franzose Christophe Cheval wurde zweimal positiv auf Nandrolon getestet. Seine Resultate bei diesen Weltmeisterschaften – auch mit der 4-mal-100-Meter-Staffel seines Landes – wurden annulliert und erhielt eine Sperre von zwei Jahren.[2]
- Dem US-Amerikaner Ramon Clay, ebenfalls im Viertelfinale ausgeschieden, wurde für den Zeitraum von 2000 bis 2005 die Verwendung von Steroiden nachgewiesen. Alle seine Ergebnisse aus diesem Zeitraum wurden annulliert und erhielt eine Sperre von zwei Jahren, nachdem er allerdings bereits vom aktiven Leistungssport zurückgetreten war.[3]

### 400 m
| Platz | Athlet            | Land | Zeit (s) |
| 1     | Avard Moncur      | BAH  | 44,64    |
| 2     | Ingo Schultz      | GER  | 44,87    |
| 3     | Gregory Haughton  | JAM  | 44,98    |
| 4     | Éric Milazar      | MRI  | 45,13    |
| 5     | Hamdan al-Bishi   | KSA  | 45,23    |
| 6     | Alleyne Francique | GRN  | 46,23    |
| DNF   | Robert Maćkowiak  | POL  |          |
| DOP   | Antonio Pettigrew | USA  |          |

Finale: 6. August, 18:25 Uhr
Der 400-Meter-Lauf war durch zwei Dopingfälle belastet:

- Der zunächst viertplatzierte Antonio Pettigrew (USA), der 2013 ein Geständnis zu seiner Dopingpraxis ablegte, wurde nachträglich disqualifiziert. Betroffen von der Annullierung seiner Resultate war auch der Sieg der US-amerikanischen 4-mal-400-Meter-Staffel.[4]
- Dem zunächst im Halbfinale ausgeschiedenen	 US-Amerikaner Jerome Young wurden 2004 nach mehreren Verstößen unter anderem mit Erythropoetin zahlreiche Medaillen und Resultate – darunter auch von diesen Weltmeisterschaften – aberkannt. Er erhielt eine lebenslange Sperre. Auch er war Mitglied der disqualifizierten ursprünglich siegreichen US-Staffel.[5]

### 800 m
| Platz | Athlet             | Land | Zeit (min) |
| 1     | André Bucher       | SUI  | 1:43,70    |
| 2     | Wilfred Bungei     | KEN  | 1:44,55    |
| 3     | Paweł Czapiewski   | POL  | 1:44,63    |
| 4     | William Yiampoy    | KEN  | 1:44,96    |
| 5     | Nils Schumann      | GER  | 1:45,00    |
| 6     | Mbulaeni Mulaudzi  | RSA  | 1:45,01    |
| 7     | Khalid Tighazouine | MAR  | 1:45,58    |
| 8     | Hezekiél Sepeng    | RSA  | 1:46,68    |

Finale: 7. August, 19:50 Uhr

### 1500 m

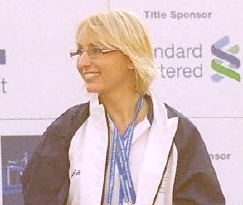
Nach zwei Titeln über 5000 Meter siegte Gabriela Szabo nun auch über 1500 Meter

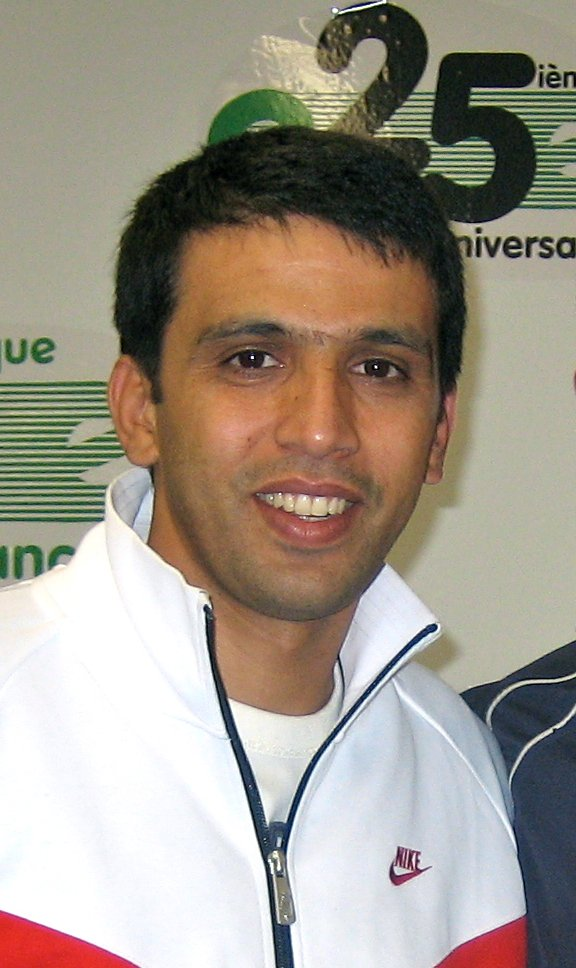
Hicham El Guerrouj – Weltmeister zum dritten Mal in Folge

| Platz | Athlet               | Land | Zeit (min) |
| 1     | Hicham El Guerrouj   | MAR  | 3:30,68    |
| 2     | Bernard Lagat        | KEN  | 3:31,10    |
| 3     | Driss Maazouzi       | FRA  | 3:31,54    |
| 4     | William Chirchir     | KEN  | 3:31,91    |
| 5     | Reyes Estévez        | ESP  | 3:32,34    |
| 6     | José Antonio Redolat | ESP  | 3:34,29    |
| 7     | Rui Silva            | POR  | 3:35,74    |
| 8     | Abdelkader Hachlaf   | MAR  | 3:36,54    |

Finale: 12. August, 16:00 Uhr

### 5000 m
| Platz | Athlet         | Land | Zeit (min) |
| 1     | Richard Limo   | KEN  | 13:00,70   |
| 2     | Million Wolde  | ETH  | 13:03,47   |
| 3     | John Kibowen   | KEN  | 13:05,20   |
| 4     | Alberto García | ESP  | 13:05,60   |
| 5     | Ismaïl Sghyr   | FRA  | 13:07,71   |
| 6     | Sammy Kipketer | KEN  | 13:08,46   |
| 7     | Abiyote Abate  | ETH  | 13:14,07   |
| 8     | Hailu Mekonnen | ETH  | 13:20,24   |

Finale: 10. August, 22:25 Uhr
In dieser Disziplin war ein Dopingfall zu verzeichnen:

Der Algerier Ali Saïdi-Sief wurde positiv auf Nandrolon getestet. seine Silbermedaille musste er zurückgeben, er wurde für zwei Jahre gesperrt.

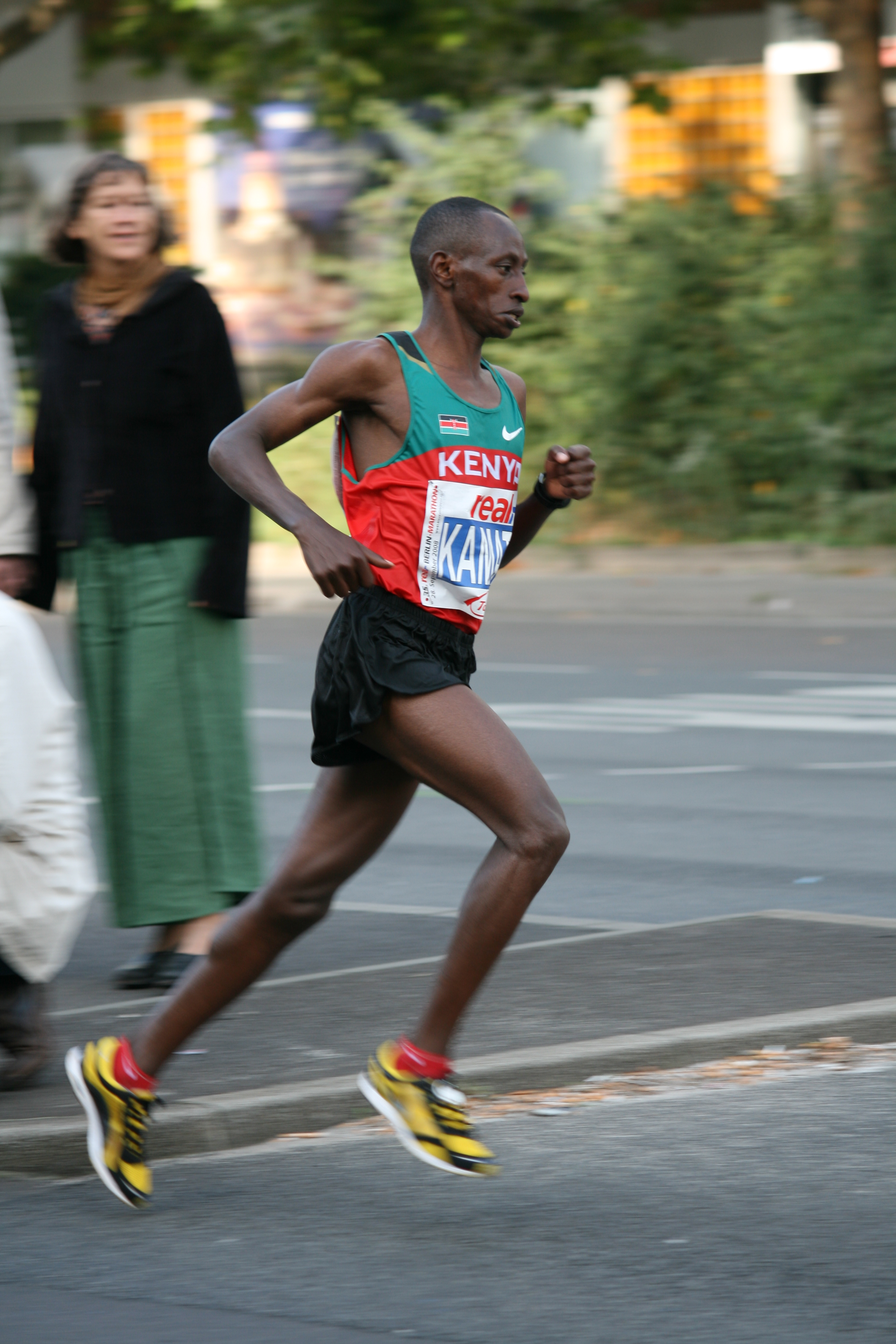
Charles Waweru Kamathi löste mit seinem Sieg den vierfachen Gewinner Haile Gebrselassie als Weltmeister ab

### 10.000 m
| Platz | Athlet                 | Land | Zeit (min) |
| 1     | Charles Waweru Kamathi | KEN  | 27:53,25   |
| 2     | Assefa Mezgebu         | ETH  | 27:53,97   |
| 3     | Haile Gebrselassie     | ETH  | 27:54,41   |
| 4     | Yibeltal Admassu       | ETH  | 27:55,24   |
| 5     | Fabián Roncero         | ESP  | 27:56,07   |
| 6     | José Ríos              | ESP  | 27:56,58   |
| 7     | Paul Malakwen Kosgei   | KEN  | 27:57,56   |
| 8     | John Cheruiyot Korir   | KEN  | 27:58,06   |

Datum: 8. August, 21:30 Uhr

### Marathon
| Platz | Athlet                | Land | Zeit (h) |
| 1     | Gezahegne Abera       | ETH  | 2:12:42  |
| 2     | Simon Biwott          | KEN  | 2:12:43  |
| 3     | Stefano Baldini       | ITA  | 2:13:18  |
| 4     | Tesfaye Tola          | ETH  | 2:13:58  |
| 5     | Shigeru Aburaya       | JPN  | 2:14:07  |
| 6     | Abdelkader El Mouaziz | MAR  | 2:15:41  |
| 7     | Tesfaye Jifar         | ETH  | 2:16:52  |
| 8     | Yoshiteru Morishita   | JPN  | 2:17:05  |

Datum: 3. August, 18:45 Uhr
Hier gab es einen Dopingfall:

Dem Italiener Roberto Barbi, zunächst auf Rang sechzig platziert, war bereits vor diesen Weltmeisterschaften nach einer unangekündigten Blut- und Urinkontrolle der IAAF am 30. Juli der Einsatz des Blutdopingmittels Erythropoetin nachgewiesen worden. Er wurde nach der offiziellen Bestätigung dieses Nachweises disqualifiziert.

#### Marathon-Cup
| Platz | Land       | Athleten                                             | Zeit (h) |
| ----- | ---------- | ---------------------------------------------------- | -------- |
| 1     | Äthiopien  | Gezahegne Abera Tesfaye Tola Tesfaye Jifar           | 6:43:32  |
| 2     | Japan      | Shigeru Aburaya Yoshiteru Morishita Takayuki Nishida | 6:48:36  |
| 3     | Italien    | Stefano Baldini Giacomo Leone Alberico Di Cecco      | 6:51:56  |
| 4     | Frankreich | Benoît Zwierzchiewski Abdelhakim Bagy Larbi Zeroual  | 7:05:57  |
| 5     | Spanien    | Óscar Fernández Antoni Peña Kamal Ziani              | 7:08:57  |
| 6     | Mexiko     | Benjamín Paredes Andrés Espinosa Francisco Bautista  | 7:15:09  |
| 7     | Ukraine    | Oleksandr Kusyn Mykola Rudyk Andriy Naumov           | 7:19:12  |
| 8     | Australien | Nicholas Harrison Rod de Highden Magnus Michelsson   | 7:19:42  |

Datum: 3. August, 18:45 Uhr
Im Marathonlauf gab es zusätzlich auch eine Teamwertung. Es waren fünf Läufe je Nation zugelassen, für die Wertung wurden die Zeiten der jeweils besten drei addiert. Der Wettbewerb zählte allerdings nicht zum offiziellen Medaillenspiegel.

### 110 m Hürden
| Platz | Athlet              | Land | Zeit (s) |
| 1     | Allen Johnson       | USA  | 13,04 WL |
| 2     | Anier García        | CUB  | 13,07    |
| 3     | Dudley Dorival      | HAI  | 13,25 NR |
| 4     | Yoel Hernández      | CUB  | 13,30    |
| 5     | Robert Kronberg     | SWE  | 13,51    |
| 6     | Jewgeni Petschonkin | RUS  | 13,52    |
| 7     | Dawane Wallace      | USA  | 13,76    |
| 8     | Shaun Bownes        | RSA  | 13,84    |

Finale: 9. August, 21:15 Uhr
Wind: −0,3 m/s

### 400 m Hürden

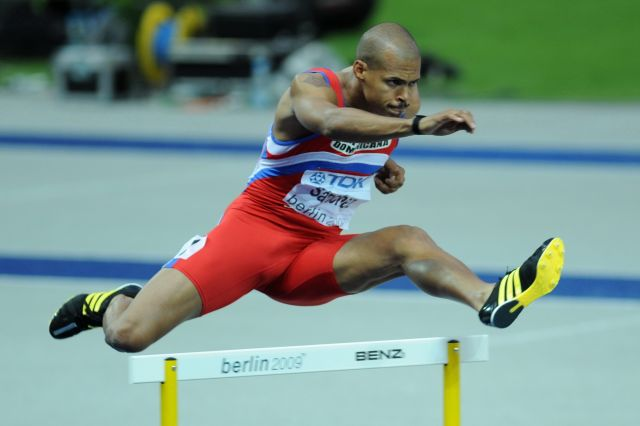
Weltmeister Félix Sánchez begann eine Ära mit ihm als Dominator

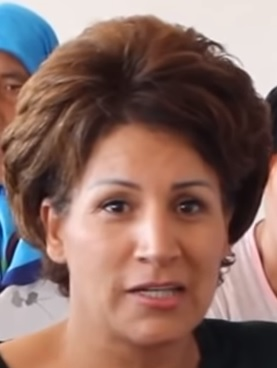
Nezha Bidouane wurde überlegen zum zweiten Mal Weltmeisterin

| Platz | Athlet                  | Land | Zeit (s) |
| 1     | Félix Sánchez           | DOM  | 47,49 WL |
| 2     | Fabrizio Mori           | ITA  | 47,54 NR |
| 3     | Dai Tamesue             | JPN  | 47,89 NR |
| 4     | Hadi Soua’an al-Somaily | KSA  | 47,99    |
| 5     | Christopher Rawlinson   | GBR  | 48,54    |
| 6     | Paweł Januszewski       | POL  | 48,57    |
| 7     | Jiří Mužík              | CZE  | 49,07    |
|       | Boris Gorban            | RUS  | DSQ      |

Finale: 10. August, 21:05 Uhr

### 3000 m Hindernis
| Platz | Athlet                    | Land | Zeit (min) |
| 1     | Reuben Kosgei             | KEN  | 8:15,16    |
| 2     | Ali Ezzine                | MAR  | 8:16,21    |
| 3     | Bernard Barmasai          | KEN  | 8:16,59    |
| 4     | Luis Miguel Martín        | ESP  | 8:18,87    |
| 5     | Bouabdellah Tahri         | FRA  | 8:19,56    |
| 6     | Antonio David Jiménez     | ESP  | 8:19,82    |
| 7     | Khamis Abdullah Saifeldin | QAT  | 8:20,01    |
| 8     | Raymond Yator             | KEN  | 8:20,87    |

Finale: 8. August, 20:00 Uhr

### 4 × 100 m Staffel
| Platz | Land                | Athleten | Zeit (s) |
| 1     | Südafrika           | Morné Nagel Corné du Plessis Lee-Roy Newton Mathew Quinn                                                                                                  | 38,47 NR |
| 2     | Trinidad und Tobago | Marc Burns Ato Boldon Jacey Harper Darrel Brown | 38,58 NR |
| 3     | Australien          | Matt Shirvington Paul Di Bella Steve Brimacombe Adam Basil                                                                                                | 38,83    |
| 4     | Japan               | Ryo Matsuda Shingo Suetsugu Toshiyuki Fujimoto Nobuharu Asahara                                                                                           | 38,96    |
| 5     | Elfenbeinküste      | Jean-Marie Irie (Finale) Ahmed Douhou Yves Sonan Éric Pacôme N'Dri im Vorlauf/Halbfinale außerdem: Ibrahim Méité                                          | 39,18    |
| 6     | Polen               | Ryszard Pilarczyk Łukasz Chyła Piotr Balcerzak Marcin Jędrusiński (Finale) im Vorlauf/Halbfinale außerdem: Marcin Urbaś                                   | 39,71    |
| DNF   | Brasilien           | Cláudio Roberto Souza Édson Ribeiro André da Silva Claudinei da Silva                                                                                     |          |
| DOP   | USA                 | Mickey Grimes Bernard Williams (Halbfinale/Finale) Dennis Mitchell Tim Montgomery (Halbfinale/Finale) im Vorlauf außerdem: Jon Drummond Joshua J. Johnson |          |

Finale: 12. August, 17:10 Uhr
Dieser Wettbewerb war von zwei Dopingfällen betroffen:
- Dem Team der USA wurde die Goldmedaille wegen des nachgewiesenen Dopings von Tim Montgomery aberkannt. Dieser gestand im Jahr 2008 aus dem Gefängnis heraus die Einnahme verbotener Substanzen ein. Annulliert wurde auch Montgomerys zweiter Platz im 100-Meter-Lauf.[1]
- Die im Vorlauf ausgeschiedene französische Staffel wurde disqualifiziert, weil der gedopte Christophe Cheval, dessen Resultat auch über 200 Meter gestrichen wurde, beteiligt war. Der Athlet wurde zweimal positiv auf Nandrolon getestet und erhielt eine Sperre von zwei Jahren.[2]

### 4 × 400 m Staffel
| Platz | Land           | Athleten | Zeit (min) |
| 1     | Bahamas        | Avard Moncur Chris Brown (Finale) Troy McIntosh Timothy Munnings im Vorlauf außerdem: Carl Oliver                                          | 2:58,19 NR |
| 2     | Jamaika        | Brandon Simpson Christopher Williams (Finale) Gregory Haughton (Finale) Danny McFarlane im Vorlauf außerdem: Michael Blackwood Mario Watts | 2:58,39    |
| 3     | Polen          | Rafał Wieruszewski Piotr Haczek Piotr Długosielski (Finale) Piotr Rysiukiewicz im Vorlauf außerdem: Jacek Bocian                           | 2:59,71    |
| 4     | Brasilien      | Valdinei da Silva (Finale) Anderson Jorge dos Santos Flávio Godoy Sanderlei Parrela im Vorlauf außerdem: Claudinei da Silva                | 3:01,09    |
| 5     | Großbritannien | Iwan Thomas Jamie Baulch (Finale) Timothy Benjamin Mark Richardson im Vorlauf außerdem: Mark Hylton                                        | 3:01,26    |
| 6     | Spanien        | Eduardo Iván Rodríguez David Canal Antonio Andrés Antonio Manuel Reina                                                                     | 3:02,24    |
| 7     | Deutschland    | Marc Alexander Scheer Ruwen Faller Lars Figura Ingo Schultz                                                                                | 3:03,52    |
| DOP   | USA            | Leonard Byrd Antonio Pettigrew (Finale) Derrick Brew Angelo Taylor (Finale) im Vorlauf außerdem: Jerome Young Andrew Pierce                |            |

Finale: 12. August, 16:20 Uhr
Doping:

Die US-amerikanische Staffel hatte das Ziel zunächst in 2:57,54 min als erste erreicht. Wegen der Verwicklung Antonio Pettigrews in die BALCO-Affäre, der 2013 ein Geständnis zu seiner Dopingpraxis ablegte, wurde sie jedoch nachträglich disqualifiziert. Auch Pettigrews zweiter Rang über 400 Meter wurde annulliert. Ein weiteres des Dopings überführtes Mitglied dieser Staffel war Jerome Young, dem nach mehreren Verstößen unter anderem mit Erythropoetin 2004 zahlreiche Medaillen und Resultate – darunter auch von diesen Weltmeisterschaften – aberkannt wurden und der eine lebenslange Sperre bekam.

### 20 km Gehen
| Platz | Athlet             | Land | Zeit (h) |
| 1     | Roman Rasskasow    | RUS  | 1:20:31  |
| 2     | Ilja Markow        | RUS  | 1:20:33  |
| 3     | Wiktor Burajew     | RUS  | 1:20:36  |
| 4     | Nathan Deakes      | AUS  | 1:20:55  |
| 5     | David Márquez      | ESP  | 1:21:09  |
| 6     | Joel Sánchez       | MEX  | 1:22:05  |
| 7     | Satoshi Yanagisawa | JPN  | 1:22:11  |
| 8     | Jefferson Pérez    | ECU  | 1:22:20  |

Datum: 4. August, 15:50 Uhr

### 50 km Gehen

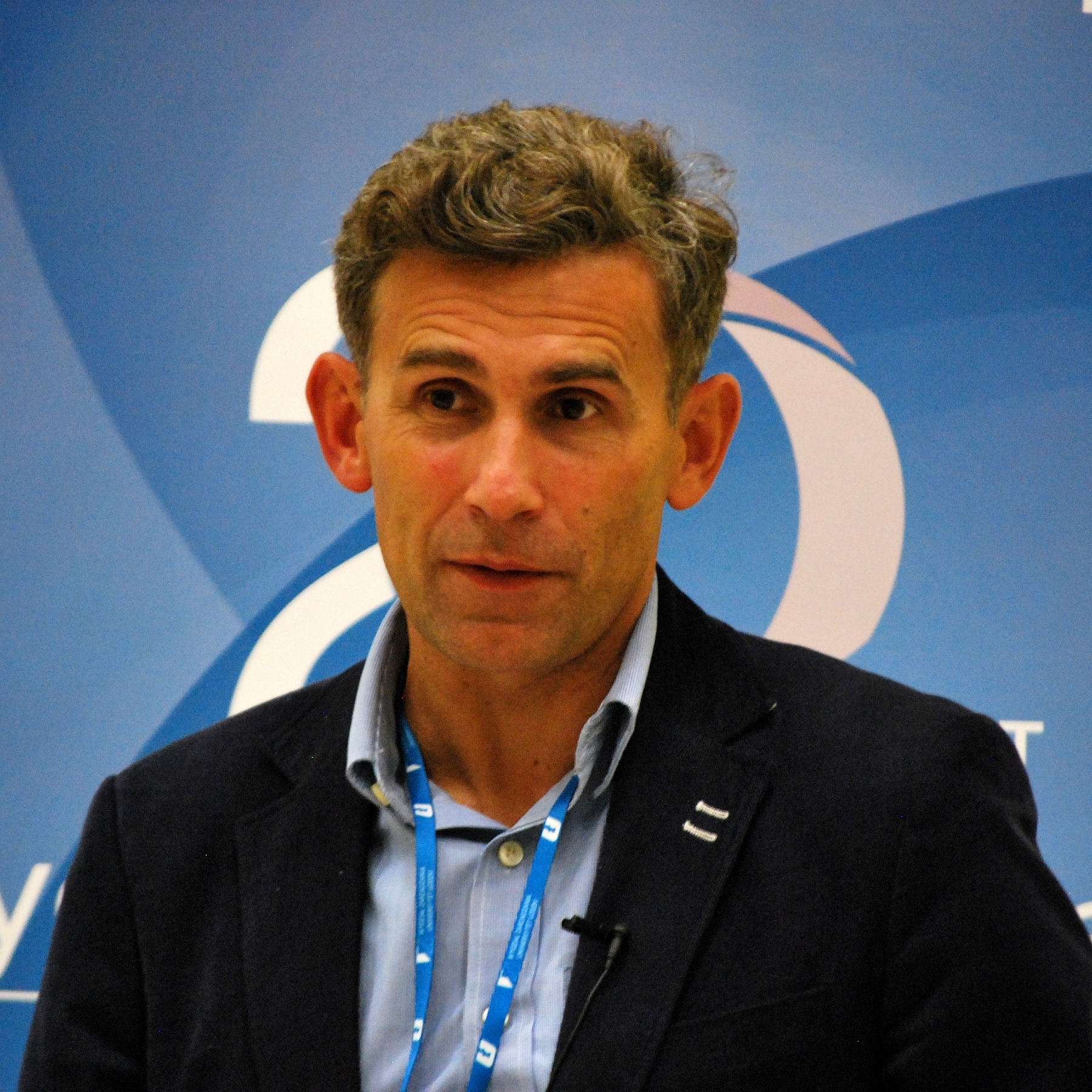
Weltmeister Robert Korzeniowski beherrschte das Gehen zu Beginn des neuen Jahrtausends

| Platz | Athlet              | Land | Zeit (h)   |
| 1     | Robert Korzeniowski | POL  | 3:42:08 WL |
| 2     | Jesús Ángel García  | ESP  | 3:43:07    |
| 3     | Edgar Hernández     | MEX  | 3:46:12    |
| 4     | Aigars Fadejevs     | LAT  | 3:46:20    |
| 5     | Wladimir Potjomin   | RUS  | 3:46:53    |
| 6     | Valentí Massana     | ESP  | 3:48:28    |
| 7     | Curt Clausen        | USA  | 3:50:46    |
| 8     | Marco Giungi        | ITA  | 3:51:09    |

Datum: 11. August, 08:00 Uhr

### Hochsprung
| Platz | Athlet               | Land | Höhe (m) |
| 1     | Martin Buß           | GER  | 2,36 WL  |
| 2     | Wjatscheslaw Woronin | RUS  | 2,33     |
| 2     | Jaroslaw Rybakow     | RUS  | 2,33     |
| 4     | Sergei Kljugin       | RUS  | 2,30     |
| 4     | Stefan Holm          | SWE  | 2,30     |
| 6     | Staffan Strand       | SWE  | 2,25     |
| 6     | Mark Boswell         | CAN  | 2,25     |
| 8     | Kwaku Boateng        | CAN  | 2,25     |

Finale: 8. August, 18:40 Uhr
Hier gab es einen Dopingfall:

Javier Sotomayor hatte den vierten Platz belegt, wurde aber wegen eines positiven Nandrolon-Befunds nachträglich disqualifiziert und erhielt eine zweijährige Sperre, die jedoch keine Wirkung mehr hatte, weil der Kubaner im Herbst 2001 vom aktiven Leistungssport zurücktrat.

### Stabhochsprung
| Platz | Athlet              | Land | Höhe (m) |
| 1     | Dmitri Markov       | AUS  | 6,05 CR  |
| 2     | Alexander Awerbuch  | ISR  | 5,85     |
| 3     | Nick Hysong         | USA  | 5,85     |
| 4     | Michael Stolle      | GER  | 5,85     |
| 5     | Romain Mesnil       | FRA  | 5,85     |
| 6     | Christian Tamminga  | NED  | 5,75     |
| 6     | Richard Spiegelburg | GER  | 5,75     |
| 8     | Adam Kolasa         | POL  | 5,75     |

Finale: 9. August, 18:10 Uhr

### Weitsprung
| Platz | Athlet                  | Land | Weite (m) |
| 1     | Iván Pedroso            | CUB  | 8,40      |
| 2     | Savanté Stringfellow    | USA  | 8,24      |
| 3     | Carlos Calado           | POR  | 8,21      |
| 4     | Miguel Pate             | USA  | 8,21      |
| 5     | Kareem Streete-Thompson | CAY  | 8,10      |
| 6     | Oleksij Lukaschewytsch  | UKR  | 8,10      |
| 7     | James Beckford          | JAM  | 8,08      |
| 8     | Dwight Phillips         | USA  | 7,98      |

Finale: 11. August, 14:30 Uhr

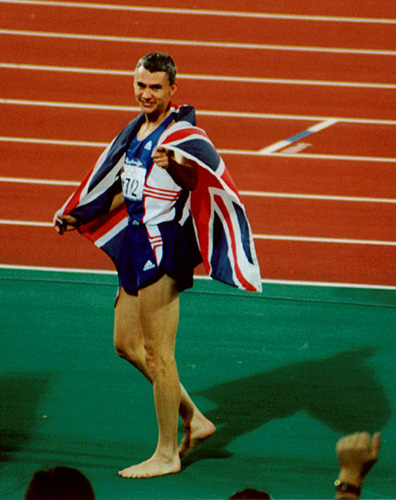
Weltrekordinhaber Jonathan Edwards erweiterte seine Titelsammlung um einen weiteren Sieg

### Dreisprung
| Platz | Athlet              | Land | Weite (m) |
| 1     | Jonathan Edwards    | GBR  | 17,92 WL  |
| 2     | Christian Olsson    | SWE  | 17,47     |
| 3     | Igor Spassowchodski | RUS  | 17,44     |
| 4     | Yoel García         | CUB  | 17,40     |
| 5     | Walter Davis        | USA  | 17,20     |
| 6     | Brian Wellman       | BER  | 16,81     |
| 7     | Onochie Achike      | GBR  | 16,79     |
| 8     | Rostislaw Dimitrow  | BUL  | 16,72     |

Finale: 6. August, 17:00 Uhr

### Kugelstoßen
| Platz | Athlet          | Land | Weite (m) |
| 1     | John Godina     | USA  | 21,87     |
| 2     | Adam Nelson     | USA  | 21,24     |
| 3     | Arsi Harju      | FIN  | 20,93     |
| 4     | Manuel Martínez | ESP  | 20,91     |
| 5     | Dragan Perić    | YUG  | 20,91     |
| 6     | Jurij Bilonoh   | UKR  | 20,83     |
| 7     | Conny Karlsson  | FIN  | 20,78     |
| 8     | Bradley Snyder  | CAN  | 20,63     |

Finale: 4. August, 16:00 Uhr
Im Kugelstoß-Wettbewerb war ein Dopingfall zu verzeichnen:

Der Belarusse Andrej Michnewitsch, zunächst Zehnter, war ein Mehrfachtäter, der unter anderem im Rahmen dieser Weltmeisterschaften positiv auf Doping getestet wurde. was zur Annullierung seines Resultats und einer zweijährigen Sperre führte. Später wurden ihm wegen später nachgewiesener Dopingverstöße weitere Medaillen und Siege aberkannt, schließlich wurde er mit einer lebenslangen Sperre belegt. Seine Verstöße gab er nie zu.

### Diskuswurf

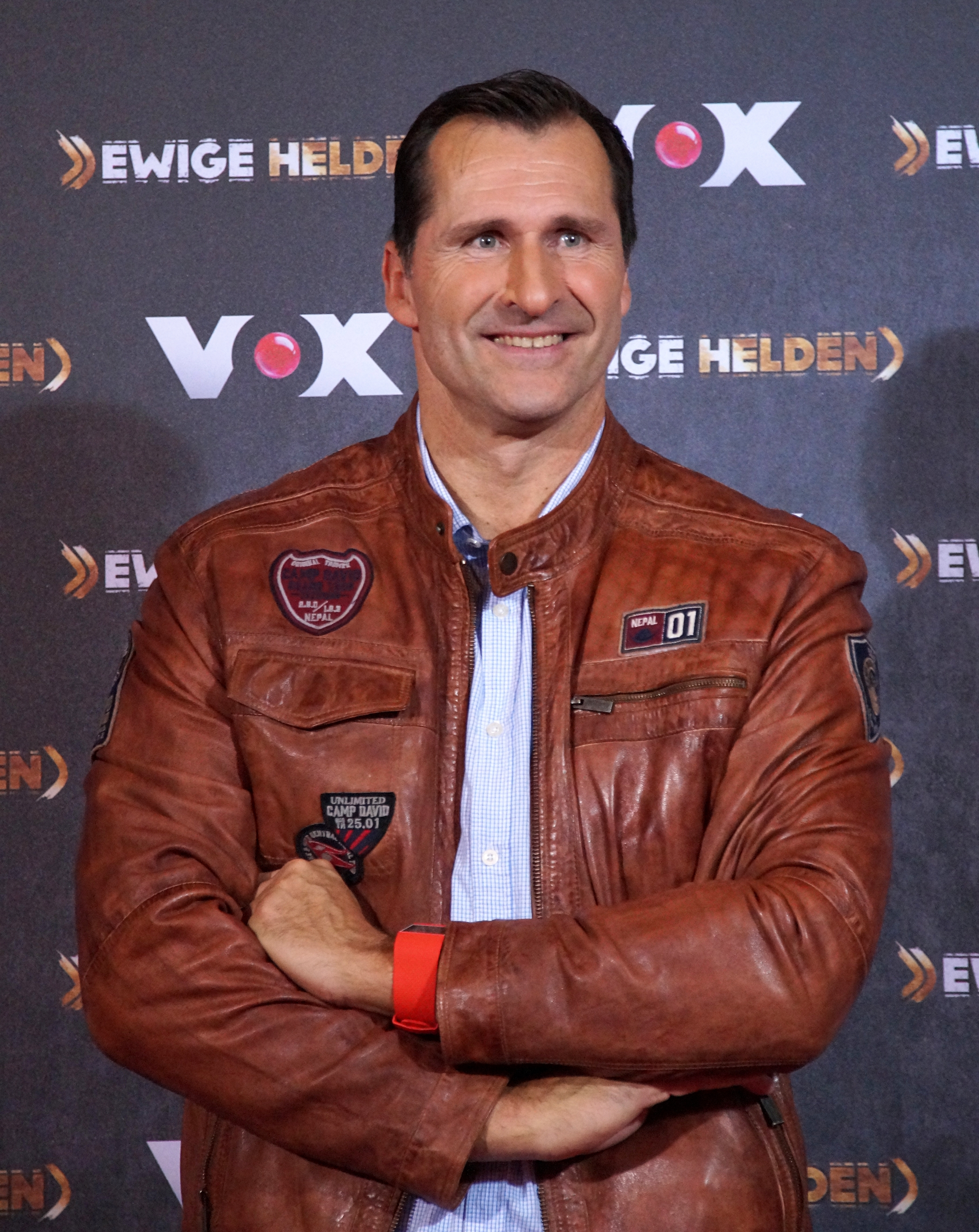
Lars Riedel mit seinem fünften Weltmeistertitel

| Platz | Athlet               | Land | Weite (m) |
| 1     | Lars Riedel          | GER  | 69,72 CR  |
| 2     | Virgilijus Alekna    | LTU  | 69,40     |
| 3     | Michael Möllenbeck   | GER  | 67,61     |
| 4     | Dmitri Schewtschenko | RUS  | 67,57     |
| 5     | Adam Setliff         | USA  | 66,55     |
| 6     | Wassil Kapzjuch      | BLR  | 66,25     |
| 7     | Roland Varga         | HUN  | 65,86     |
| 8     | Frantz Kruger        | RSA  | 65,27     |

Finale: 8. August, 20:00 Uhr

### Hammerwurf
| Platz | Athlet             | Land | Weite (m) |
| 1     | Szymon Ziółkowski  | POL  | 83,38 CR  |
| 2     | Kōji Murofushi     | JPN  | 82,92     |
| 3     | Ilja Konowalow     | RUS  | 80,27     |
| 4     | Nicola Vizzoni     | ITA  | 80,13     |
| 5     | Andrij Skwaruk     | UKR  | 79,93     |
| 6     | Balázs Kiss        | HUN  | 79,75     |
| 7     | Ihar Astapkowitsch | BLR  | 79,72     |
| 8     | Tibor Gécsek       | HUN  | 79,34     |

Finale: 5. August, 16:40 Uhr

### Speerwurf
| Platz | Athlet                  | Land | Weite (m) |
| 1     | Jan Železný             | CZE  | 92,80 CR  |
| 2     | Aki Parviainen          | FIN  | 91,31     |
| 3     | Konstandinos Gatsioudis | GRE  | 89,95     |
| 4     | Breaux Greer            | USA  | 87,00     |
| 5     | Raymond Hecht           | GER  | 86,46     |
| 6     | Boris Henry             | GER  | 85,52     |
| 7     | Sergei Makarow          | RUS  | 83,64     |
| 8     | Ēriks Rags              | LAT  | 82,82     |

Finale: 12. August, 14:40 Uhr

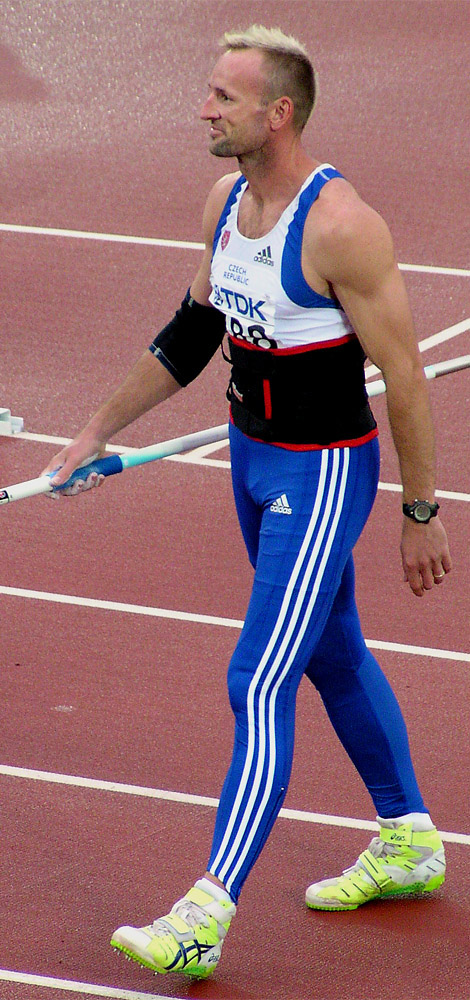
Tomáš Dvořák siegte zum dritten Mal in Folge

### Zehnkampf
| Platz | Athlet           | Land | Punkte  |
| 1     | Tomáš Dvořák     | CZE  | 8902 CR |
| 2     | Erki Nool        | EST  | 8815 NR |
| 3     | Dean Macey       | GBR  | 8603    |
| 4     | Attila Zsivoczky | HUN  | 8371    |
| 5     | Lew Lobodin      | RUS  | 8352    |
| 6     | Jiří Ryba        | CZE  | 8332    |
| 7     | Stefan Schmid    | GER  | 8307    |
| 8     | Laurent Hernu    | FRA  | 8280    |

Datum: 6. und 7. August

## Resultate Frauen

### 100 m
| Platz | Athletin         | Land | Zeit (s) |
| 1     | Schanna Block    | UKR  | 10,82 WL |
| 2     | Ekaterini Thanou | GRE  | 10,91    |
| 3     | Chandra Sturrup  | BAH  | 11,02    |
| 4     | Chryste Gaines   | USA  | 11,06    |
| 5     | Debbie Ferguson  | BAH  | 11,13    |
| 6     | Mercy Nku        | NGR  | 11,17    |
| DOP   | Marion Jones     | USA  |          |
| DOP   | Kelli White      | USA  |          |

Finale: 6. August, 17:35 Uhr
Wind: +0,3 m/s
In diesem Wettbewerb gab es gleich drei Dopingfälle:

Den beiden US-Amerikanerinnen Marion Jones, zunächst Zweite, und Kelli White, zunächst Siebte, sowie der Kanadierin Venolyn Clarke, im Viertelfinale ausgeschieden, wurden ihre zunächst erreichten Platzierungen wegen Dopingvergehens aberkannt. Von der Disqualifikation war später auch die zunächst siegreiche US-Staffel über 4 × 100 Meter betroffen. Sowohl Jones als auch Kelly waren Mitglieder dieses Teams.

Auch Schanna Block, Ekaterini Thanou, und Chryste Gaines wurden im späteren Verlauf ihrer Karrieren wegen Dopingvergehen gesperrt. Dies betraf jedoch nicht die Resultate dieser Weltmeisterschaften.

### 200 m
| Platz | Athletin            | Land | Zeit (s) |
| 1     | Debbie Ferguson     | BAH  | 22,52    |
| 2     | LaTasha Jenkins     | USA  | 22,85    |
| 3     | Cydonie Mothersille | CAY  | 22,88    |
| 4     | Juliet Campbell     | JAM  | 22,99    |
| 5     | Alenka Bikar        | SLO  | 23,00    |
| 6     | Myriam Léonie Mani  | CMR  | 23,15    |
| DOP   | Marion Jones        | USA  |          |
| DOP   | Kelli White         | USA  |          |

Finale: 10. August, 21:30 Uhr
Wind: −0,8 m/s
Hier kam es zu drei dopingbedingten Disqualifikationen:

Den beiden US-Amerikanerinnen Marion Jones, zunächst Erste, und Kelli White, zunächst Dritte, sowie die Russin Jekaterina Leschtschowa wurden ihre zunächst erreichten Platzierungen wegen Dopingvergehens aberkannt. Von der Disqualifikation war später auch die zunächst siegreiche US-Staffel über 4 × 100 Meter betroffen. Sowohl Jones als auch Kelly waren Mitglieder dieses Teams.

### 400 m
| Platz | Athletin         | Land | Zeit (s) |
| 1     | Amy Mbacké Thiam | SEN  | 49,86 NR |
| 2     | Lorraine Fenton  | JAM  | 49,88    |
| 3     | Ana Guevara      | MEX  | 49,97    |
| 4     | Grit Breuer      | GER  | 50,49    |
| 5     | Kaltouma Nadjina | CHA  | 50,80    |
| 6     | Olesja Sykina    | RUS  | 50,93    |
| 7     | Mireille Nguimgo | CMR  | 51,97    |
| DNF   | Falilat Ogunkoya | NGR  |          |

Finale: 7. August, 20:45 Uhr
In diesem Wettbewerb gab es einen Dopingfall:

Die im Halbfinale ausgeschiedene Belarussin Natallja Salahub wurde positiv auf das Steroid Norandrosteron getestet und disqualifiziert.

### 800 m
| Platz | Athletin               | Land | Zeit (min) |
| 1     | Maria de Lurdes Mutola | MOZ  | 1:57,17    |
| 2     | Stephanie Graf         | AUT  | 1:57,20    |
| 3     | Letitia Vriesde        | SUR  | 1:57,35    |
| 4     | Faith Macharia         | KEN  | 1:58,98    |
| 5     | Diane Cummins          | CAN  | 1:59,49    |
| 6     | Kelly Holmes           | GBR  | 1:59,76    |
| 7     | Mayte Martínez         | ESP  | 2:00,09    |
| 8     | Ivonne Teichmann       | GER  | 2:04,33    |

Finale: 12. August, 15:45 Uhr

### 1500 m
| Platz | Athletin          | Land | Zeit (min) |
| 1     | Gabriela Szabo    | ROM  | 4:00,57    |
| 2     | Violeta Szekely   | ROM  | 4:01,70    |
| 3     | Natalja Gorelowa  | RUS  | 4:02,40    |
| 4     | Carla Sacramento  | POR  | 4:03,96    |
| 5     | Lidia Chojecka    | POL  | 4:06,70    |
| 6     | Natalia Rodríguez | ESP  | 4:07,10    |
| 7     | Alessja Turawa    | BLR  | 4:07,25    |
| 8     | Süreyya Ayhan     | TUR  | 4:08,17    |

Finale: 7. August, 19:30 Uhr

### 5000 m
| Platz | Athletin             | Land | Zeit (min) |
| 1     | Olga Jegorowa        | RUS  | 15:03,39   |
| 2     | Marta Domínguez      | ESP  | 15:06,59   |
| 3     | Ayelech Worku        | ETH  | 15:10,17   |
| 4     | Dong Yanmei          | CHN  | 15:10,73   |
| 5     | Irina Mikitenko      | GER  | 15:13,93   |
| 6     | Jelena Sadoroschnaja | RUS  | 15:16,15   |
| 7     | Edith Masai          | KEN  | 15:17,67   |
| 8     | Gabriela Szabo       | ROM  | 15:19,55   |

Finale: 11. August, 17:15 Uhr

### 10.000 m
| Platz | Athletin         | Land | Zeit (min) |
| 1     | Derartu Tulu     | ETH  | 31:48,81   |
| 2     | Berhane Adere    | ETH  | 31:48,85   |
| 3     | Gete Wami        | ETH  | 31:49,98   |
| 4     | Paula Radcliffe  | GBR  | 31:50,06   |
| 5     | Mihaela Botezan  | ROM  | 32:03,46   |
| 6     | Ljudmila Petrowa | RUS  | 32:04,94   |
| 7     | Asmae Leghzaoui  | MAR  | 32:06,35   |
| 8     | Yamna Belkacem   | FRA  | 32:09,21   |

Datum: 7. August, 21:05 Uhr

### Marathon

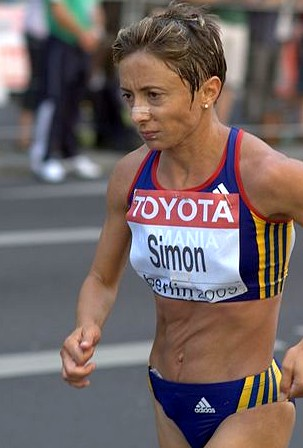
Lidia Șimon – nach zweimal Bronze nun Weltmeisterin

| Platz | Athletin           | Land | Zeit (h) |
| 1     | Lidia Șimon        | ROM  | 2:26:01  |
| 2     | Reiko Tosa         | JPN  | 2:26:06  |
| 3     | Swetlana Sacharowa | RUS  | 2:26:18  |
| 4     | Yōko Shibui        | JPN  | 2:26:33  |
| 5     | Sonja Oberem       | GER  | 2:28:17  |
| 6     | Florence Barsosio  | KEN  | 2:28:36  |
| 7     | Shitaye Gemechu    | ETH  | 2:28:40  |
| 8     | Ljubow Morgunowa   | RUS  | 2:28:54  |

Datum: 12. August, 08:00 Uhr

#### Marathon-Cup
| Platz | Land      | Athletinnen                                          | Zeit (h) |
| ----- | --------- | ---------------------------------------------------- | -------- |
| 1     | Japan     | Reiko Tosa Yōko Shibui Kazumi Matsuo                 | 7:22:36  |
| 2     | Russland  | Swetlana Sacharowa Ljubow Morgunowa Irina Timofejewa | 7:26:00  |
| 3     | Rumänien  | Lidia Șimon Constantina Diță Nuța Olaru h            | 7:29:44  |
| 4     | Äthiopien | Shitaye Gemechu Fatuma Roba Meseret Kotu             | 7:33:33  |
| 5     | Italien   | Ornella Ferrara Bruna Genovese Rosaria Console       | 7:40:09  |
| 6     | Spanien   | María Abel Luisa Maria Larraga Marta Fernández       | 7:48:38  |
| 7     | Kanada    | Tina Connelly Sandy Jacobson Isabelle Ledroit        | 8:09:10  |
| 8     | USA       | Jill Gaitenby Michelle Simonaitis Rachel Cook        | 8:14:48  |

Datum: 12. August, 08:00 Uhr
Im Marathonlauf gab es zusätzlich auch eine Teamwertung. Es waren fünf Läuferinnen je Nation zugelassen, für die Wertung wurden die Zeiten der jeweils besten drei addiert. Der Wettbewerb zählte allerdings nicht zum offiziellen Medaillenspiegel.

### 100 m Hürden
| Platz | Athletin           | Land | Zeit (s) |
| 1     | Anjanette Kirkland | USA  | 12,42 WL |
| 2     | Gail Devers        | USA  | 12,54    |
| 3     | Olga Schischigina  | KAZ  | 12,58    |
| 4     | Swetla Dimitrowa   | BUL  | 12,58    |
| 5     | Jenny Adams        | USA  | 12,63    |
| 6     | Dionne Rose-Henley | JAM  | 12,79    |
| 7     | Linda Ferga        | FRA  | 12,80    |
| 8     | Vonette Dixon      | JAM  | 13,02    |

Finale: 11. August, 15:50 Uhr
Wind: +2,0 m/s
Im Hürdensprint gab es einen Dopingfall:

Die im Halbfinale ausgeschiedene Russin Swetlana Lauchowa wurde wegen eines Dopingverstoßes disqualifiziert.

### 400 m Hürden
| Platz | Athletin            | Land | Zeit (s) |
| 1     | Nezha Bidouane      | MAR  | 53,34 WL |
| 2     | Julija Nossowa      | RUS  | 54,27    |
| 3     | Daimí Pernía        | CUB  | 54,51    |
| 4     | Tonja Buford-Bailey | USA  | 54,55    |
| 5     | Debbie-Ann Parris   | JAM  | 54,68    |
| 6     | Ionela Târlea       | ROM  | 55,36    |
| 7     | Deon Hemmings       | JAM  | 55,83    |
| 8     | Sandra Glover       | USA  | 57,42    |

Finale: 8. August, 19:45 Uhr

### 4 × 100 m Staffel
| Platz | Land           | Athletinnen | Zeit (s) |
| 1     | Deutschland    | Melanie Paschke Gabi Rockmeier Birgit Rockmeier Marion Wagner                                                             | 42,32 WL |
| 2     | Frankreich     | Sylviane Félix Frédérique Bangué Muriel Hurtis Odiah Sidibé                                                               | 42,39    |
| 3     | Jamaika        | Juliet Campbell (Finale) Merlene Frazer Beverly McDonald Astia Walker im Vorlauf außerdem: Elva Goulbourne                | 42,40    |
| 4     | Nigeria        | Chioma Ajunwa Endurance Ojokolo Mercy Nku Mary Onyali                                                                     | 42,52    |
| 5     | Großbritannien | Marcia Richardson Sarah Wilhelmy Vernicha James Abiodun Oyepitan                                                          | 42,60    |
| 6     | Griechenland   | Georgia Kokloni Effrosini Patsou Olga Kaidantzi Ekaterini Thanou                                                          | 43,25    |
| 7     | Russland       | Natalja Ignatowa Irina Chabarowa Marina Kislowa Larissa Kruglowa                                                          | 43,58    |
| DOP   | USA            | Kelli White (Finale) Chryste Gaines Inger Miller Marion Jones (Finale) im Vorlauf außerdem: Angela Williams Torri Edwards |          |

Finale: 11. August, 17:45 Uhr
Doping:

Der US-amerikanischen Staffel wurde die Goldmedaille aberkannt, da zwei ihrer Mitglieder – Kelli White und Marion Jones – gedopt waren.

### 4 × 400 m Staffel
| Platz | Land           | Athletinnen | Zeit (min) |
| 1     | Jamaika        | Sandie Richards Catherine Scott Debbie-Ann Parris (Finale) Lorraine Fenton (Finale) im Vorlauf außerdem: Deon Hemmings Michelle Burgher   | 3.20,65 WL |
| 2     | Deutschland    | Florence Ekpo-Umoh Shanta Ghosh Claudia Marx Grit Breuer                                                                                  | 3:21,97    |
| 3     | Russland       | Irina Rossichina Julija Nosowa (Finale) Anastassija Kapatschinskaja Olesja Sykina im Vorlauf außerdem: Natalja Schewzowa                  | 3:24,92    |
| 4     | USA            | Jearl Miles Clark (Finale) Monique Hennagan (Finale) Michelle Collins Suziann Reid im Vorlauf außerdem: Demetria Washington Mikele Barber | 3:26,88    |
| 5     | Großbritannien | Lee McConnell Helen Frost (Finale) Tasha Danvers (Finale) Catherine Murphy im Vorlauf außerdem: Lesley Owusu Donna Fraser                 | 3:26,94    |
| 6     | Frankreich     | Francine Landre Anita Mormand Sylvanie Morandais Marie-Louise Bévis                                                                       | 3:27,54    |
| 7     | Polen          | Aleksandra Pielużek Grażyna Prokopek Aneta Lemiesz Małgorzata Pskit                                                                       | 3:27,78    |
| 8     | Kanada         | Foy Williams Samantha George Danielle Kot LaDonna Antoine                                                                                 | 3:27,93    |

Finale: 12. August, 16:40 Uhr

### 20 km Gehen
| Platz | Athletin              | Land | Zeit (h)    |
| 1     | Olimpiada Iwanowa     | RUS  | 1:27:48 CR  |
| 2     | Waljanzina Zybulskaja | BLR  | 1:28:49     |
| 3     | Elisabetta Perrone    | ITA  | 1:28:56     |
| 4     | Erica Alfridi         | ITA  | 1:29:48     |
| 5     | María Vasco           | ESP  | 1:30:19     |
| 6     | Norica Câmpean        | ROM  | 1:30:39     |
| 7     | Melanie Seeger        | GER  | 1:30:41 DBL |
| 8     | Annarita Sidoti       | ITA  | 1:31:40     |

Datum: 9. August, 19:15 Uhr

### Hochsprung
| Platz | Athletin        | Land | Höhe (m) |
| 1     | Hestrie Cloete  | RSA  | 2,00     |
| 2     | Inha Babakowa   | UKR  | 2,00     |
| 3     | Kajsa Bergqvist | SWE  | 1,97     |
| 4     | Wenelina Wenewa | BUL  | 1,97     |
| 5     | Wita Palamar    | UKR  | 1,94     |
| 6     | Blanka Vlašić   | CRO  | 1,94     |
| 7     | Monica Iagăr    | ROM  | 1,90     |
| 7     | Dóra Győrffy    | HUN  | 1,90     |

Finale: 12. August, 14:30 Uhr

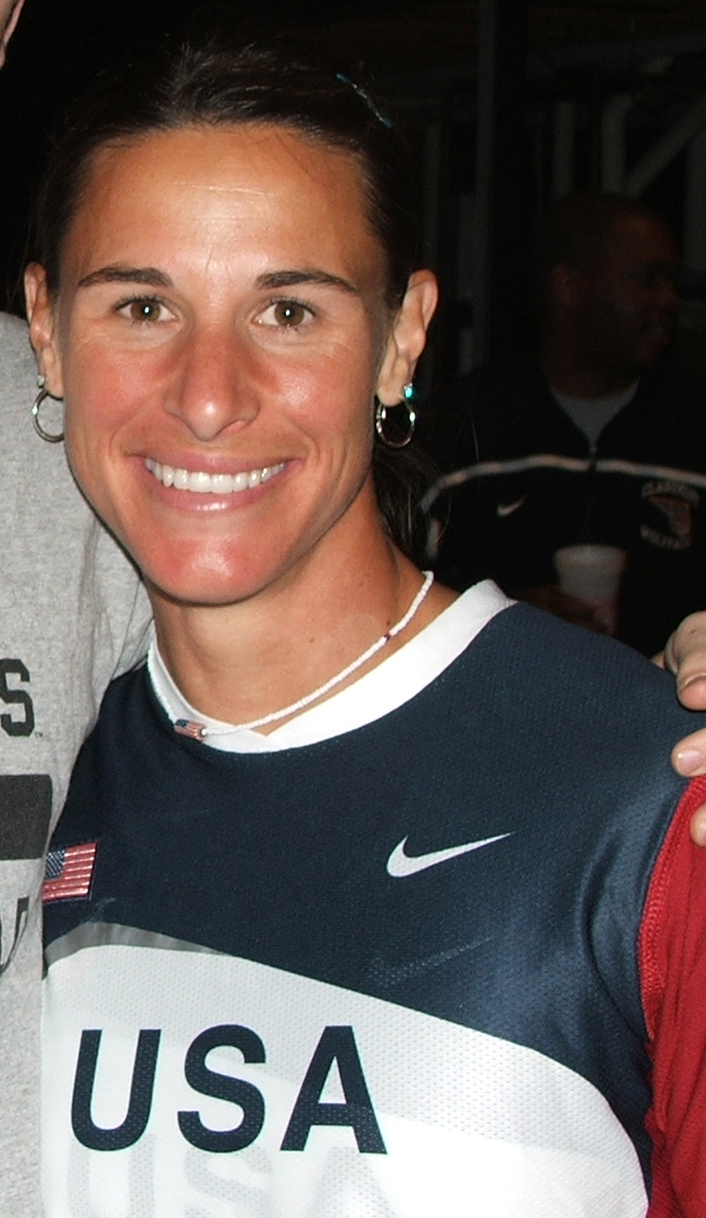
Stacy Dragila siegte auch bei diesem zweiten WM-Stabhochsprung-Wettbewerb für Frauen

### Stabhochsprung
| Platz | Athletin               | Land | Höhe (m)   |
| 1     | Stacy Dragila          | USA  | 4,75 CR    |
| 2     | Swetlana Feofanowa     | RUS  | 4,75 CR/ER |
| 3     | Monika Pyrek           | POL  | 4,55       |
| 4     | Tatiana Grigorieva     | AUS  | 4,55       |
| 5     | Gao Shuying            | CHN  | 4,50 AS    |
| 6     | Thórey Edda Elisdóttir | ISL  | 4,45       |
| 7     | Yvonne Buschbaum       | GER  | 4,45       |
| 8     | Pavla Hamáčková        | CZE  | 4,45       |

Finale: 6. August, 14:30 Uhr

### Weitsprung
| Platz | Athletin           | Land | Weite (m) |
| 1     | Fiona May          | ITA  | 7,02      |
| 2     | Tatjana Kotowa     | RUS  | 7,01      |
| 3     | Niurka Montalvo    | ESP  | 6,88      |
| 4     | Tünde Vaszi        | HUN  | 6,86 NR   |
| 5     | Valentina Gotovska | LAT  | 6,84      |
| 6     | Niki Xanthou       | GRE  | 6,76      |
| 7     | Maurren Higa Maggi | BRA  | 6,73      |
| 8     | Ljudmila Galkina   | RUS  | 6,70      |

Finale: 7. August, 18:05 Uhr

### Dreisprung
| Platz | Athletin               | Land | Weite (m) |
| 1     | Tatjana Lebedewa       | RUS  | 15,25 WL  |
| 2     | Françoise Mbango Etone | CMR  | 14,60     |
| 3     | Teresa Marinowa        | BUL  | 14,58     |
| 4     | Magdelín Martínez      | ITA  | 14,52     |
| 5     | Heli Koivula           | FIN  | 14,28     |
| 6     | Cristina Nicolau       | ROM  | 14,17     |
| 7     | Ashia Hansen           | GBR  | 14,10     |
| 8     | Trecia Smith           | JAM  | 13,92     |

Finale: 10. August, 20:00 Uhr

### Kugelstoßen
| Platz | Athletin                | Land | Weite (m) |
| 1     | Janina Karoltschyk      | BLR  | 20,61 NR  |
| 2     | Nadine Kleinert-Schmitt | GER  | 19,86     |
| 3     | Wita Pawlysch           | UKR  | 19,41     |
| 4     | Larissa Peleschenko     | RUS  | 19,37     |
| 5     | Irina Korschanenko      | RUS  | 19,35     |
| 6     | Astrid Kumbernuss       | GER  | 19,25     |
| 7     | Nadseja Astaptschuk     | BLR  | 18,98     |
| 8     | Yumileidi Cumbá         | CUB  | 18,73     |

Finale: 5. August, 15:45 Uhr

### Diskuswurf
| Platz | Athletin            | Land | Weite (m) |
| 1     | Elina Swerawa       | BLR  | 67,10     |
| 2     | Nicoleta Grasu      | ROM  | 66,24     |
| 3     | Anastasia Kelesidou | GRE  | 65,50     |
| 4     | Franka Dietzsch     | GER  | 65,38     |
| 5     | Seilala Sua         | USA  | 63,74     |
| 6     | Věra Pospíšilová    | CZE  | 61,47     |
| 7     | Kristin Kuehl       | USA  | 61,04     |
| 8     | Anja Möllenbeck     | GER  | 60,49     |

Finale: 11. August, 16:00 Uhr
Doping:

Im März 2005 wurde die ursprüngliche Siegerin Natalja Sadowa aus Russland  nachträglich wegen eines regelwidrig hohen Koffeinwert disqualifiziert. Im Jahre 2006 wurde sie erneut positiv auf verbotene Mittel getestet und anschließend für zwei Jahre gesperrt.

### Hammerwurf
| Platz | Athletin           | Land | Weite (m) |
| 1     | Yipsi Moreno       | CUB  | 70,65 AM  |
| 2     | Olga Kusenkowa     | RUS  | 70,61     |
| 3     | Bronwyn Eagles     | AUS  | 68,87     |
| 4     | Kamila Skolimowska | POL  | 68,05     |
| 5     | Manuela Montebrun  | FRA  | 67,78     |
| 6     | Lorraine Shaw      | GBR  | 65,89     |
| 7     | Florence Ezeh      | FRA  | 65,88     |
| 8     | Ivana Brkljačić    | CRO  | 65,43     |

Finale: 7. August, 20:05 Uhr

### Speerwurf
| Platz | Athletin             | Land | Weite (m) |
| 1     | Osleidys Menéndez    | CUB  | 69,53 CR  |
| 2     | Mirela Tzelíli       | GRE  | 65,78     |
| 3     | Sonia Bisset         | CUB  | 64,69     |
| 4     | Nikola Tomečková     | CZE  | 63,11     |
| 5     | Steffi Nerius        | GER  | 62,08     |
| 6     | Mikaela Ingberg      | FIN  | 61,94     |
| 7     | Xiomara Rivero       | CUB  | 61,60     |
| 8     | Aggelikí Tsiolakoúdi | GRE  | 61,01     |

Finale: 6. August, 17:05 Uhr
In diesem Wettbewerb gab es einen Dopingfall:

Die in der Qualifikation ausgeschiedene Rumänin Ana Mirela Țermure wurde positiv auf das Steroid Norandrosteron getestet und disqualifiziert.

### Siebenkampf
| Platz | Athletin                | Land | Punkte |
| 1     | Jelena Prochorowa       | RUS  | 6694   |
| 2     | Natallja Sasanowitsch   | BLR  | 6539   |
| 3     | Shelia Burrell          | USA  | 6472   |
| 4     | Natalja Roschtschupkina | RUS  | 6294   |
| 5     | Karin Ertl              | GER  | 6283   |
| 6     | Austra Skujytė          | LTU  | 6112   |
| 7     | Le Shundra Nathan       | USA  | 6073   |
| 8     | Irina Belowa            | RUS  | 6061   |

Datum: 4. und 5. August